# 神奈川大学図書館
神奈川大学図書館（かながわだいがくとしょかん）は、神奈川大学が設置している図書館および関連施設の総称。

## 歴史
1932年（昭和7年）横浜専門学校図書室設置、1949年（昭和24年）横浜専門学校時代の図書室を基盤として新制神奈川大学発足時に設置。

## 施設
図書館は横浜キャンパスの横浜図書館、みなとみらいキャンパスのみなとみらい図書館が設置されている。
- 横浜図書館

1980年11月開館(15号館)。地上3階地下2階建。2021年3月から全面改修され、2022年4月5日にリニューアルオープンした。
- みなとみらい図書館

2021年4月開館。みなとみらいキャンパスの校舎内に所在する。
2023年3月末の湘南ひらつかキャンパスの閉鎖に伴い、以下の図書館が閉鎖された。
- 平塚図書館（平塚市、北緯35度29分4秒 東経139度37分9.8秒）

1989年に「平塚図書室」として開館(1号館内)。
2023年3月31日に理学部の所在キャンパスの移転に伴い閉鎖。

## 蔵書

### 蔵書数
- 横浜図書館 - 145万冊（2022年4月）[1]

### 貴重蔵書
- パリ・コミューン政治諷刺画コレクション（パリ・コミューン関連資料コレクション） Collection des caricatures politiques de la commune de Paris, 1870-1871
- マクシム・ヴイヨーム(Maxime Vuillaume,1844-1925)・コレクション（パリ・コミューン関連資料コレクション） Collection des materiaux originaux de Maxime Vuillaume relatifs a la Commune de Paris, 1870-1871
- 百科事典コレクション-セビリャ大司教イシドールス(Isidor da Sevilla, 560?-636)による中世ヨーロッパの百科事典『語泉』インキュナブラ刊本(1483年ベネチアで出版)、ジョン・ハリス(John Harris,1666?-1719)アルファベット順百科事典『技術百科事典』(1704年)、前後参照システムの考案者イーフレイム・チェンバーズ(Ephraim Chambers,1680?-1740)『百科事典』(1728年)、またフランス革命思想的影響ディドロ＝ダランベールの『百科全書』(1777,1780年)35冊。
- 日本学－Japanology 関係コレクション-アルノルドゥス・モンタヌス(Arnoldus Montanus, 1625?-1683)の『オランダ東インド会社遣日使節紀行』(1669年)の初版、エンゲルベルト・ケンペル(Engelbert Kampfer,1651-1716)の『廻国奇観』(1712年)、カール・ツンベルク(Carl Peter Thunberg,1743-1828)の『日本植物誌』(1784年)、エメ・アンベール(Aime Humbert,1819-1910)の『幕末日本図絵』(1870年)など。
- 徳川光圀編、朱舜水『舜水先生文集』正徳5年（1715年）。
- 浅見絅斎著『絅斎先生文集』（ 乙本） 天明元年(1781年)。
- 山口文庫-1966年山口茂経済学部教授蔵書の寄贈による特別コレクション『山口文庫』。

等

## 利用方法
神奈川大学図書館は以下のものに貸し出している。
- 学部生（非正規生含）、大学院生（非正規生含）、教職員研究員

以下の者も原則利用が可能となっている。
- 横浜市内大学図書館コンソーシアム加盟校の専任教職員、大学院生、学部生（科目履修生、聴講生等は除く）、名誉教授
- 神奈川県図書館協会大学図書館協力委員会共通閲覧証制度参加館で有効な「神奈川県内大学図書館共通閲覧証」を所有する者

以下に該当する者は一般公開会員 (種別あり) として一部サービスの利用ができる。
- 18歳以上の社会人 - A会員またはB会員
- 本学 (神奈川大学) 卒業生・定年退職者、一般高校生、附属学校 (在校期間中に限る) 生 - C会員のみ

所蔵資料は図書館OPAC（オンライン蔵書目録）でインターネット上に公開されている。貸出は10冊2週間（学部生）を上限としている。

## 歴代館長
神奈川大学図書館長
| 代 | 氏名                  | 在任期間      | 主な肩書き |
| -- | --------------------- | ------------- | --- |
| 初 | 高橋惟康              | 1949年月-年月 | 工学部 |
| 2  | 須藤兼吉              | 1959年月-年月 | 外国語学部、英語、 J・A・サージェント、J・B・ハリスと共著の『Systematic English & American Conversation系統的英米会話』 |
| 3  | 信太正三              | 1964年月-年月 | 外国語学部 哲学 |
| 4  | 会田由                | 1968年月-年月 | 外国語学部、スペイン語、会田由賞、 『ドン・キホーテ』1962年日本最初の完訳出版                                           |
| 5  | 吉田静一              | 1969年月-年月 | 経済学部 |
| 6  | 山田操                | 1971年月-年月 | 外国語学部 |
| 7  | 松川昇太郎            | 1972年月-年月 | 外国語学部、英語、神奈川県立湘南中学校（現・県立湘南高校）在任中に少人数授業「湘南プラン」                              |
| 8  | 飯田耕作              | 1974年月-年月 | 外国語学部 |
| 9  | 岡本英夫              | 1976年月-年月 | 工学部 |
| 10 | 前川清太郎            | 1978年月-年月 | 外国語学部 |
| 11 | 船越経三              | 1980年月-年月 | 経済学部、アダム・スミス研究                                                                                            |
| 12 | 藤沢袈裟利            | 1982年月-年月 | 工学部、在庫量管理 |
| 13 | 佐野正己              | 1984年月-年月 | 外国語学部 |
| 14 | 諸田實                | 1986年月-年月 | 経済学部、フリードリッヒ・リスト研究                                                                                    |
| 15 | 児玉敏                | 1988年月-年月 | 法学部 |
| 16 | 小泉公史              | 1990年月-年月 | 外国語学部 |
| 17 | 西和夫                | 1992年月-年月 | 工学部 建築 |
| 18 | 海道勝稔              | 1994年月-年月 | 経済学部 |
| 19 | 望月礼二郎            | 1996年月-年月 | 法学部 比較法 |
| 20 | 国広哲弥              | 1998年月-年月 | 外国語学部 |
| 21 | 西和夫                | 2000年月-年月 | |
| 22 | 吉井蒼生夫            | 2002年月-年月 | 法学部、法制史 |
| 23 | 的場昭弘              | 2004年月-年月 | 経済学部、マルクス経済学                                                                                                |
| 24 | 鈴木修一              | 2006年月-年月 | 外国語学部 |
| 25 | 寺尾道仁              | 2008年月-年月 | 工学部、音響工学 |
| 26 | 中野宏一              | 2010年月-年月 | 経済学部、貿易商務論 |
| 27 | 山田徹                | 2012年月-年月 | 法学部 |
| 28 | 松本安生              | 2014年月-年月 | 人間科学部 |
| 29 | 山口 ヨシ子\|鳥越輝昭 | 2016年月-年月 | 外国語学部 |
| 30 | 新中新二              | 2018年月-年月 | 工学部 |

平塚図書館長
| 代 | 氏名                    | 在任期間      | 主な肩書き                                                                       |
| -- | ----------------------- | ------------- | -------------------------------------------------------------------------------- |
| 初 | 村田健郎                | 1990年月-年月 | 理学部、東京大学l国産コンピュータTAC (コンピュータ)開発                          |
| 2  | 加藤二郎 (ドイツ文学者) | 1992年月-年月 | 経営学部                                                                         |
| 3  | 小幡行雄                | 1994年月-年月 | 理学部、トカマク型核融合炉                                                       |
| 4  | 水谷雅一                | 1996年月-年月 | 経営学部、経営倫理学                                                             |
| 5  | 竹内重夫                | 1998年月-年月 | 理学部、発生の細胞生物学                                                         |
| 6  | 復本一郎                | 2000年月-年月 | 経営学部、俳人                                                                   |
| 7  | 高木伸司                | 2002年月-年月 | 理学部、放射化学、元電力中央研究所研究所次長、元日本電気事業研究国際協力機構部長 |
| 8  | 菅原晴之                | 2004年月-年月 | 経営学部、景気循環                                                               |
| 9  | 大石不二夫              | 2006年月-年月 | 理学部、鉄道マテリアル                                                           |
| 10 | 後藤伸、行川一郎        | 2008年月-年月 | 経営学部                                                                         |
| 11 | 中山堯                  | 2010年月-年月 | 理学部、バイオインフォマティクス(システム生物学、計算生物学)                     |
| 12 | 鳥居徳敏                | 2012年月-年月 | 経営学部、建築家                                                                 |
| 13 | 中山堯                  | 2014年月-年月 |                                                                                  |
| 14 | 榊原貞雄                | 2016年月-年月 | 経営学部、グローバル化と経営戦略                                                 |
| 15 | 金谷良夫                | 2018年月-年月 | 経営学部                                                                         |